# Gloeoporus chlorinus
Gloeoporus chlorinus är en svampart som först beskrevs av Narcisse Theophile Patouillard, och fick sitt nu gällande namn av Ginns 1976. Gloeoporus chlorinus ingår i släktet Gloeoporus och familjen Meruliaceae.   Inga underarter finns listade i Catalogue of Life.